# Фишер, Дебра (учёный)
Де́бра Фи́шер — профессор астрономии Университета штата в Сан-Франциско. Фишер является соавтором более 100 научных работ, посвящённых карликовым звёздам и субзвёздным объектам, расположенным в нашей Галактике, включая экзопланеты. Она является ведущим исследователем Консорциума N2K, занимающегося поиском экзопланет. Также она является членом команды учёных по поиску планет, руководимой Джеффри Марси.

## Биография
Дебра Фишер училась в Университете Айовы и Университете штата в Сан-Франциско, получила степень доктора наук в Калифорнийском университете в Санта-Крузе в 1998 году. После этого она работала в Калифорнийском университете в Беркли, руководя программой по поиску планет в Ликской обсерватории.

## Семья
У Дебры Фишер трое детей.